# Ustilago maydis
Ustilago maydis är en svampart som först beskrevs av Augustin Pyrame de Candolle, och fick sitt nu gällande namn av August Karl Joseph Corda 1842. Ustilago maydis ingår i släktet Ustilago och familjen Ustilaginaceae.   Inga underarter finns listade i Catalogue of Life.

## Mexikanska köket
Huitlacoche är en mexikansk delikatess av Ustilago maydis-angripen majs.

## Bildgalleri

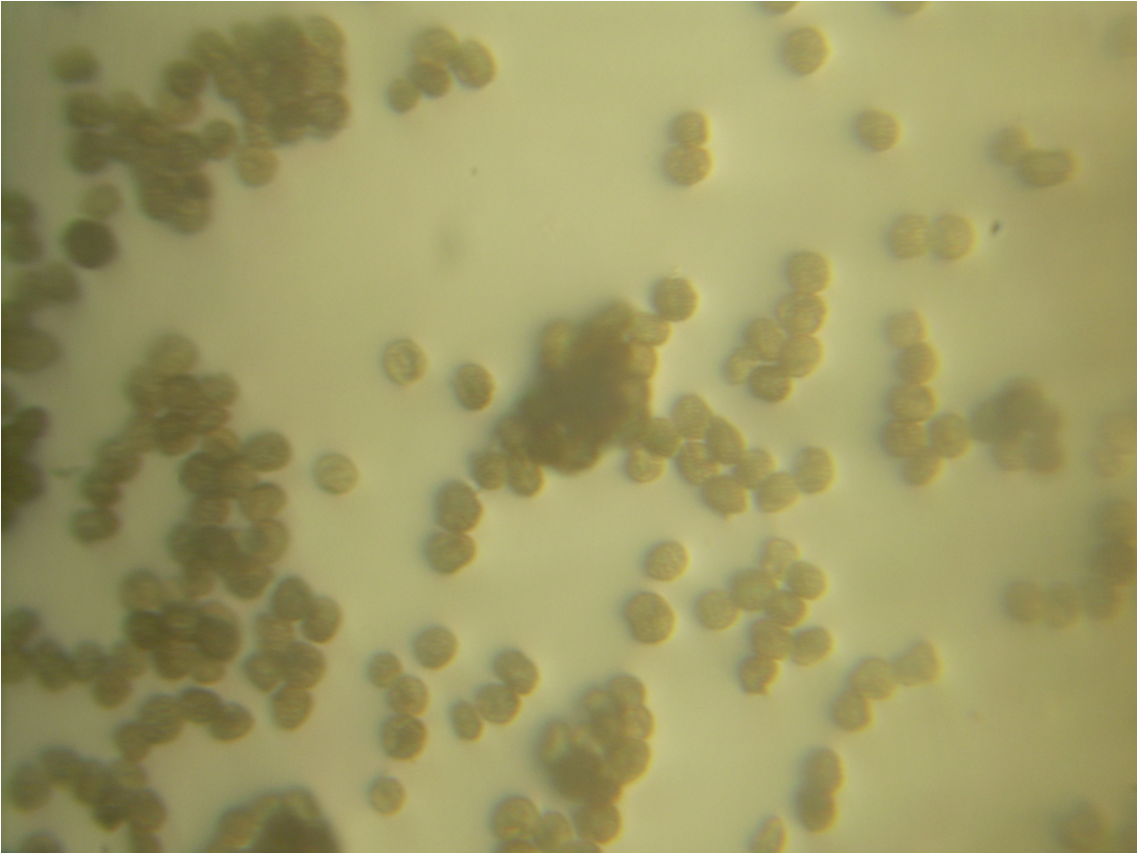
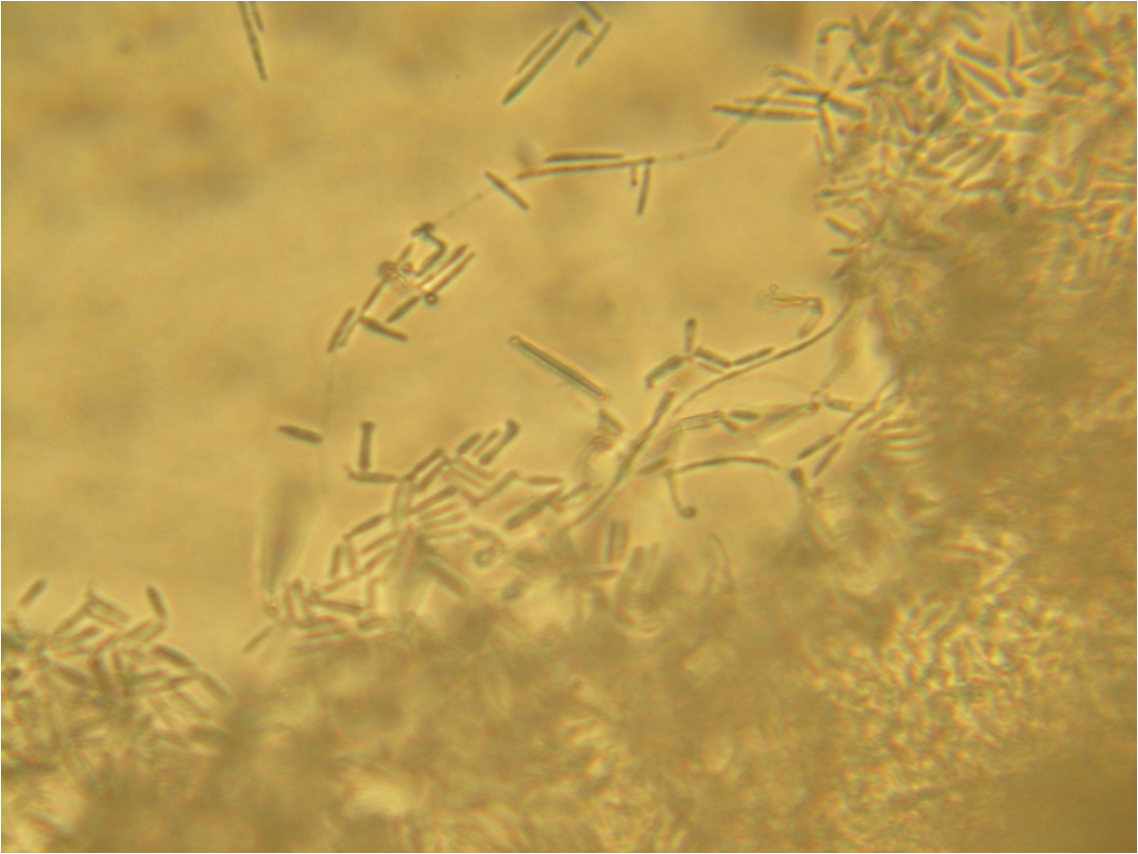
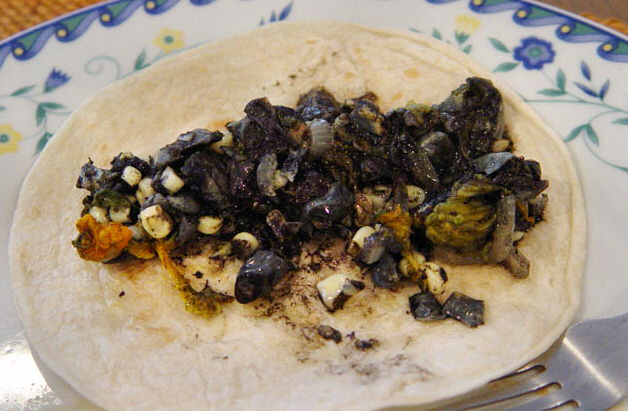
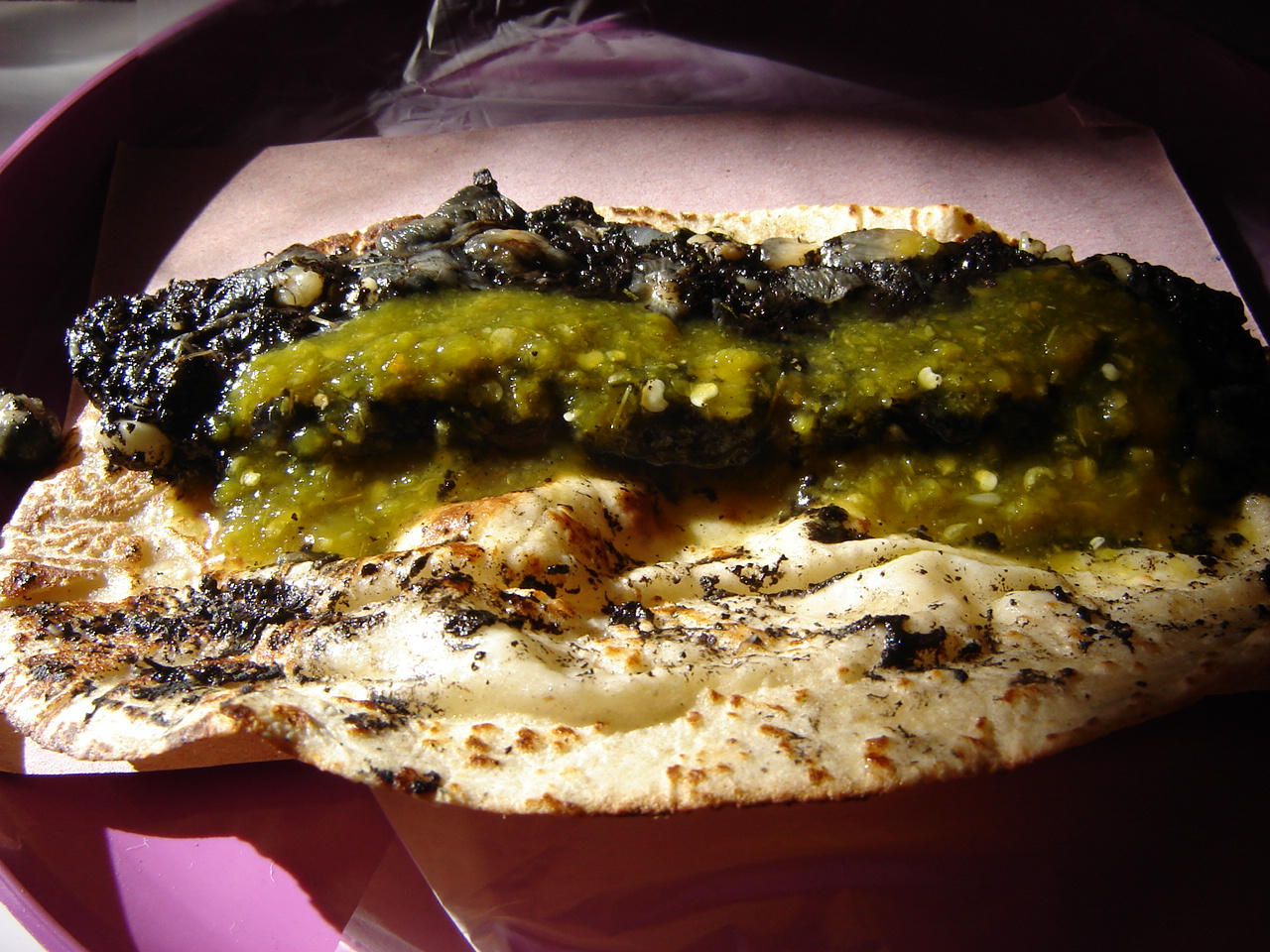
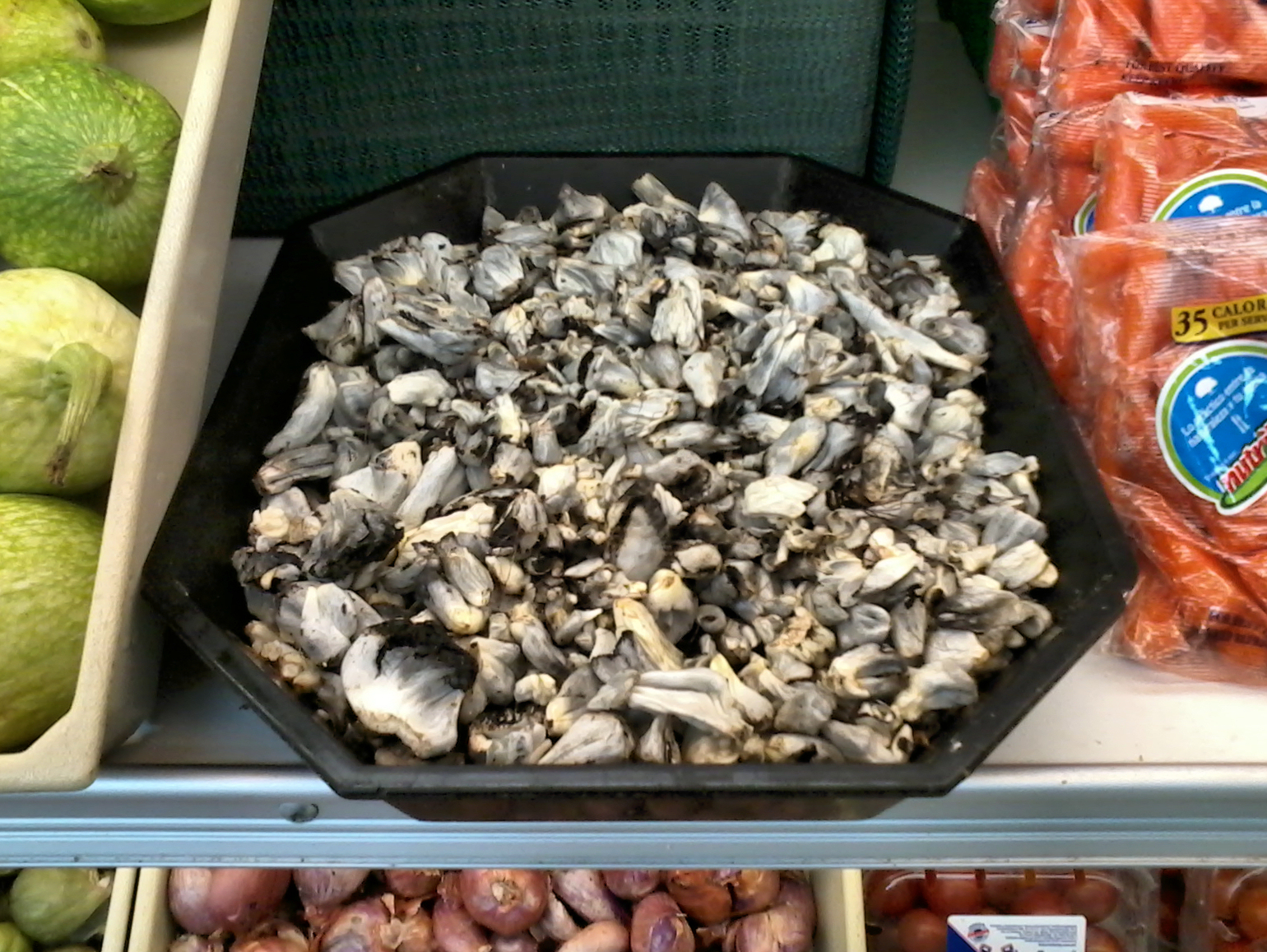
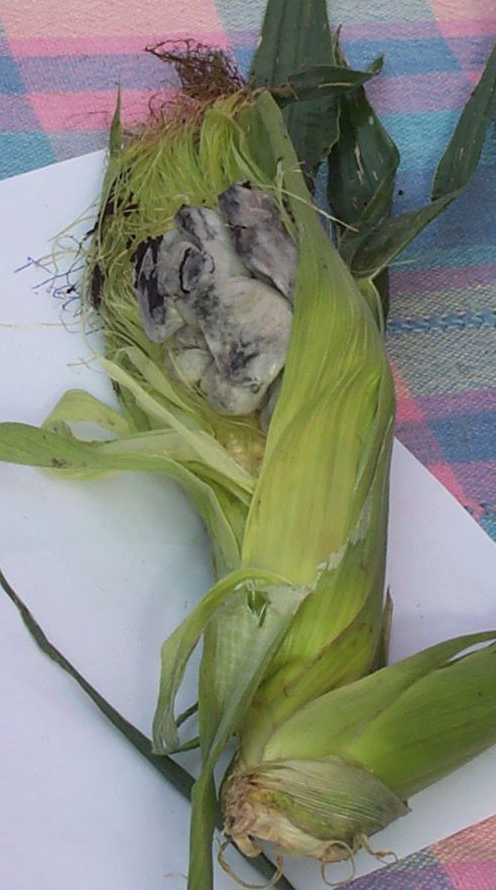
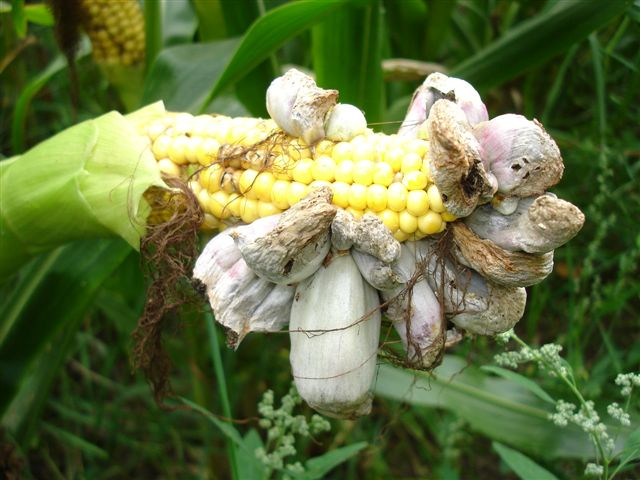
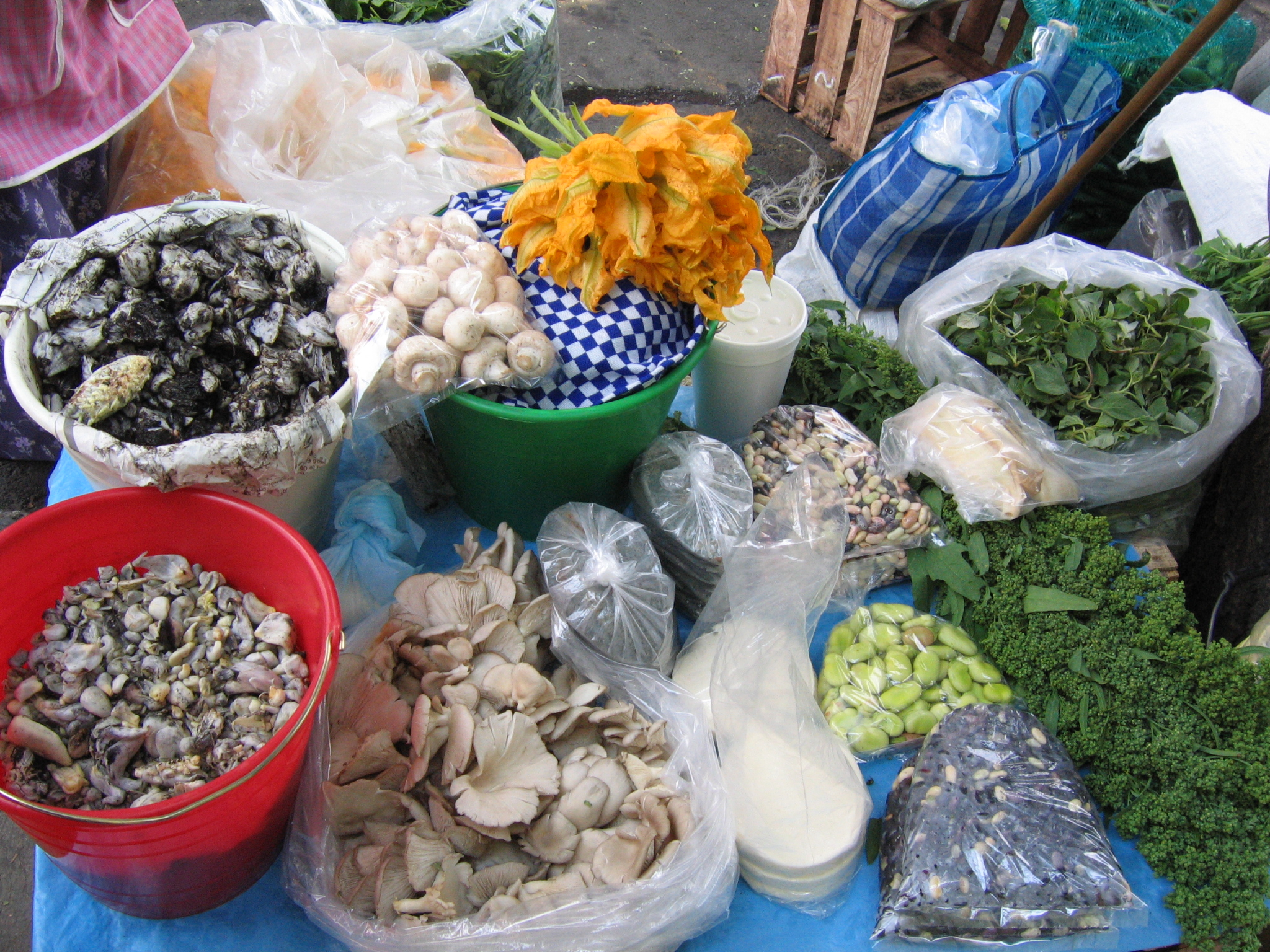
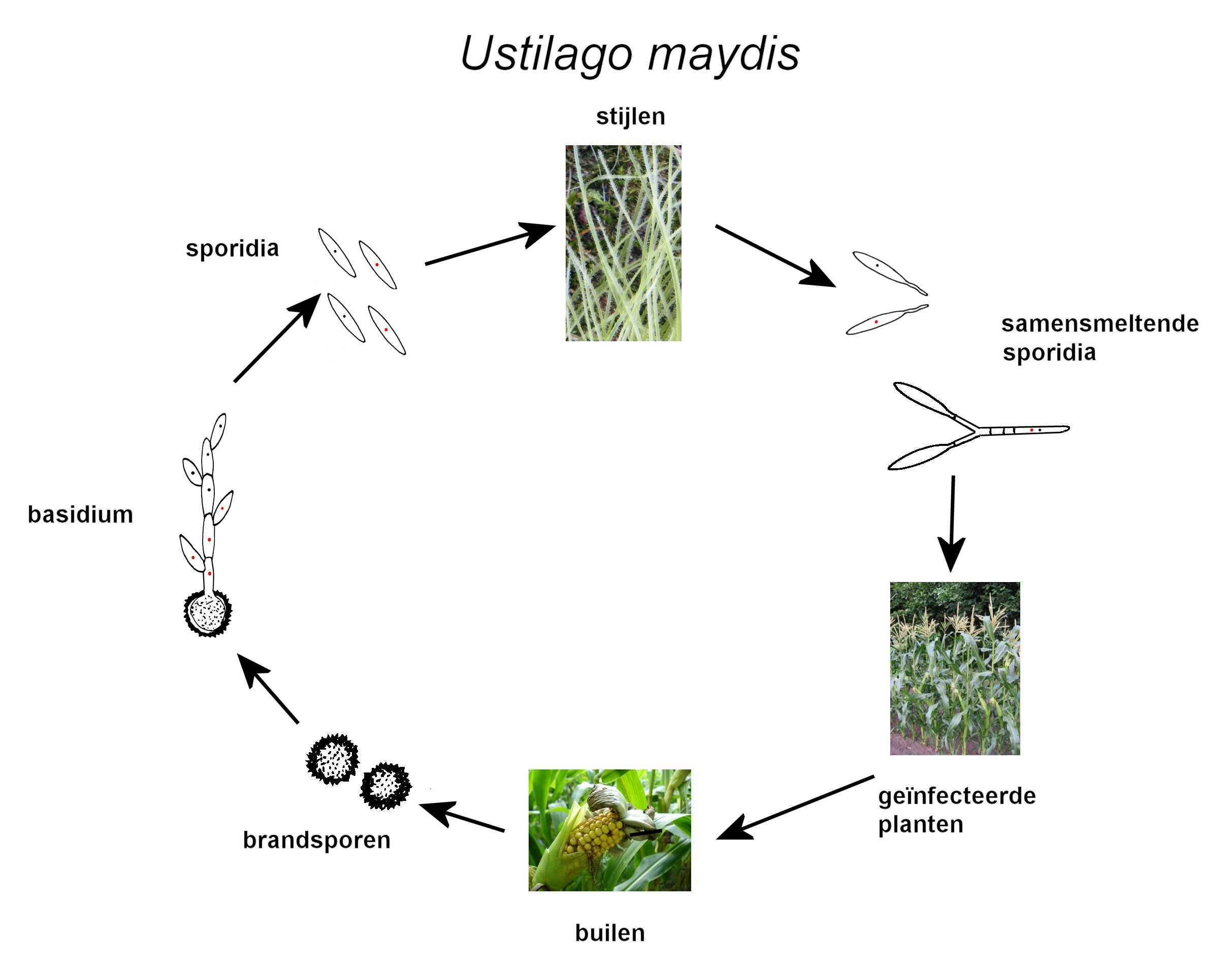
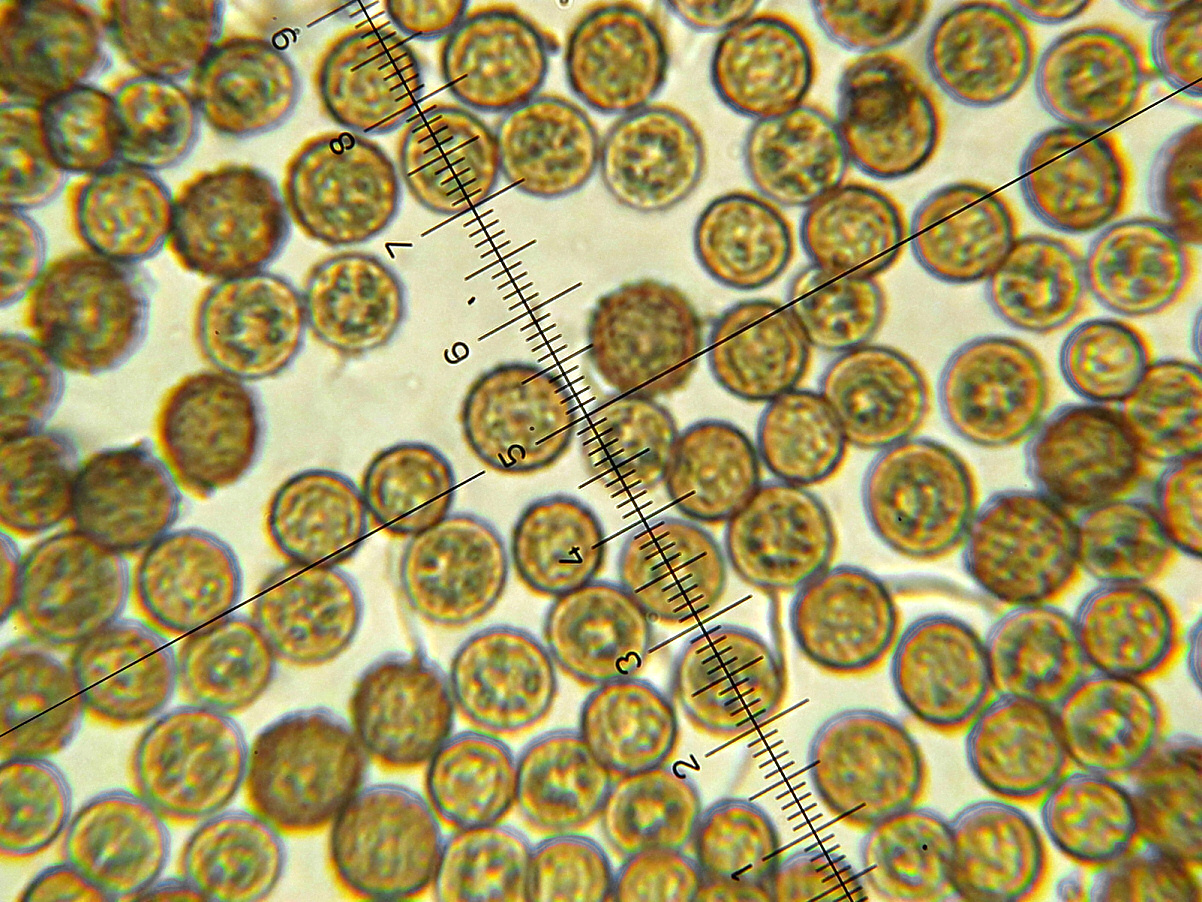
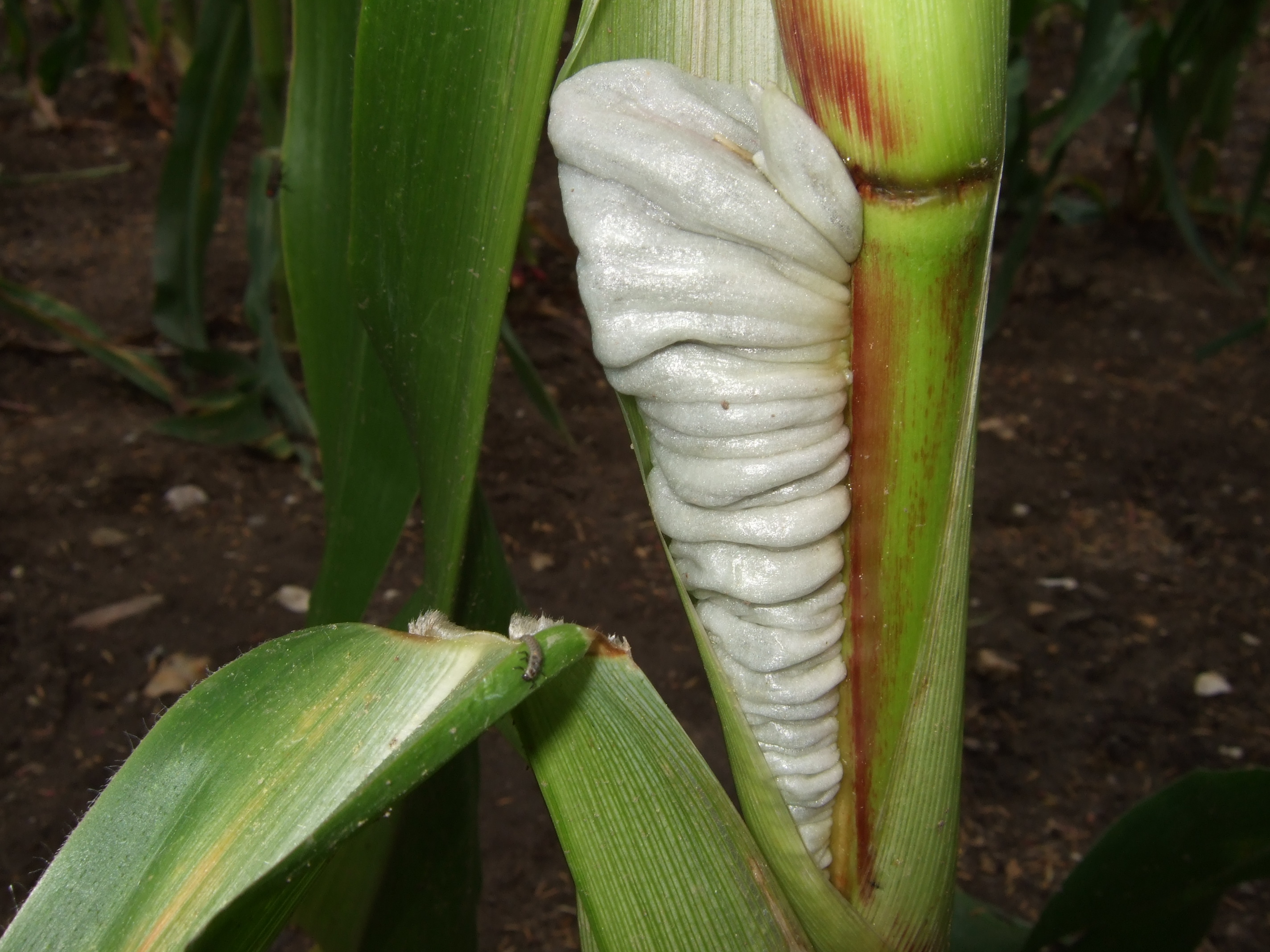
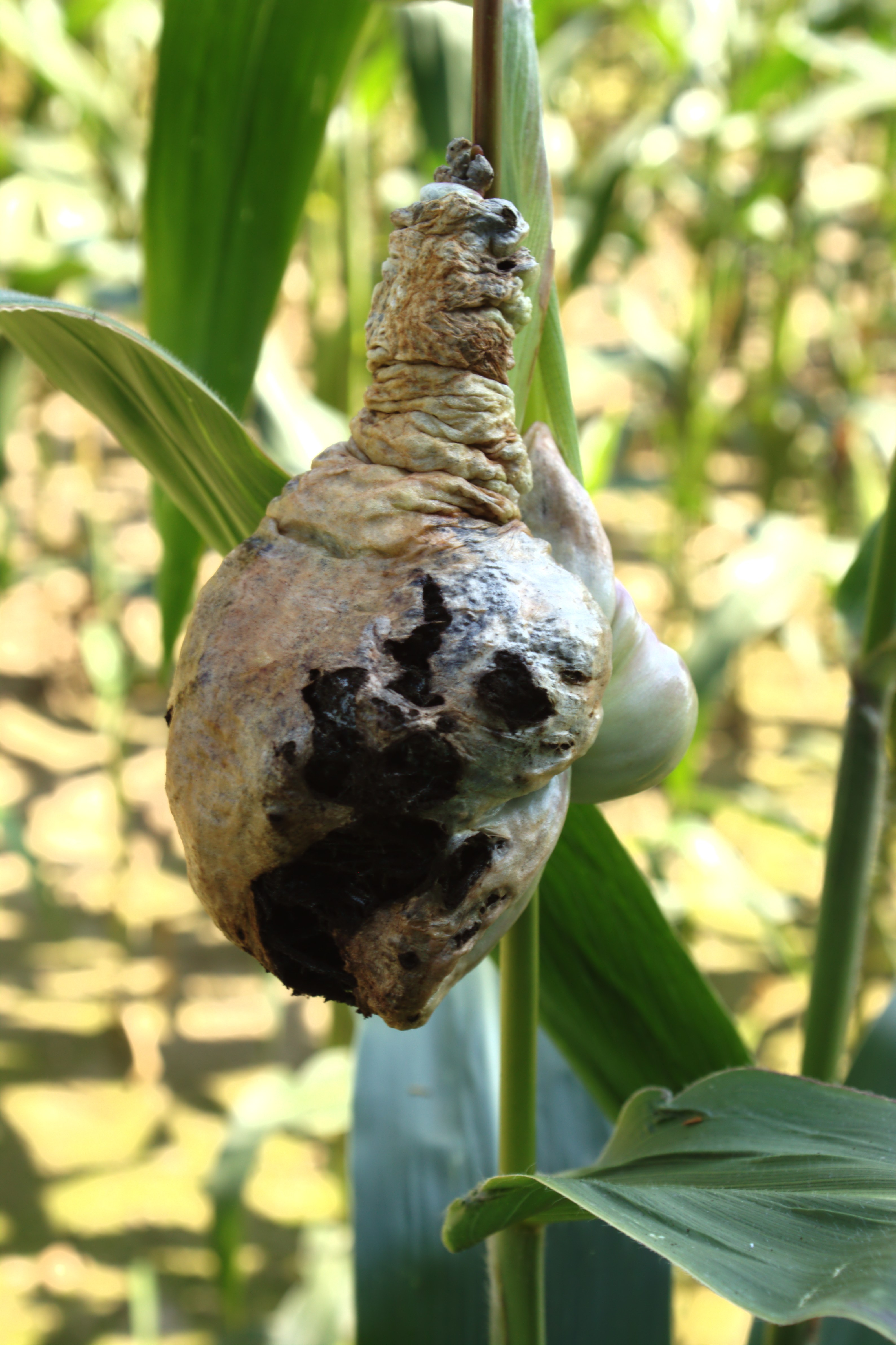
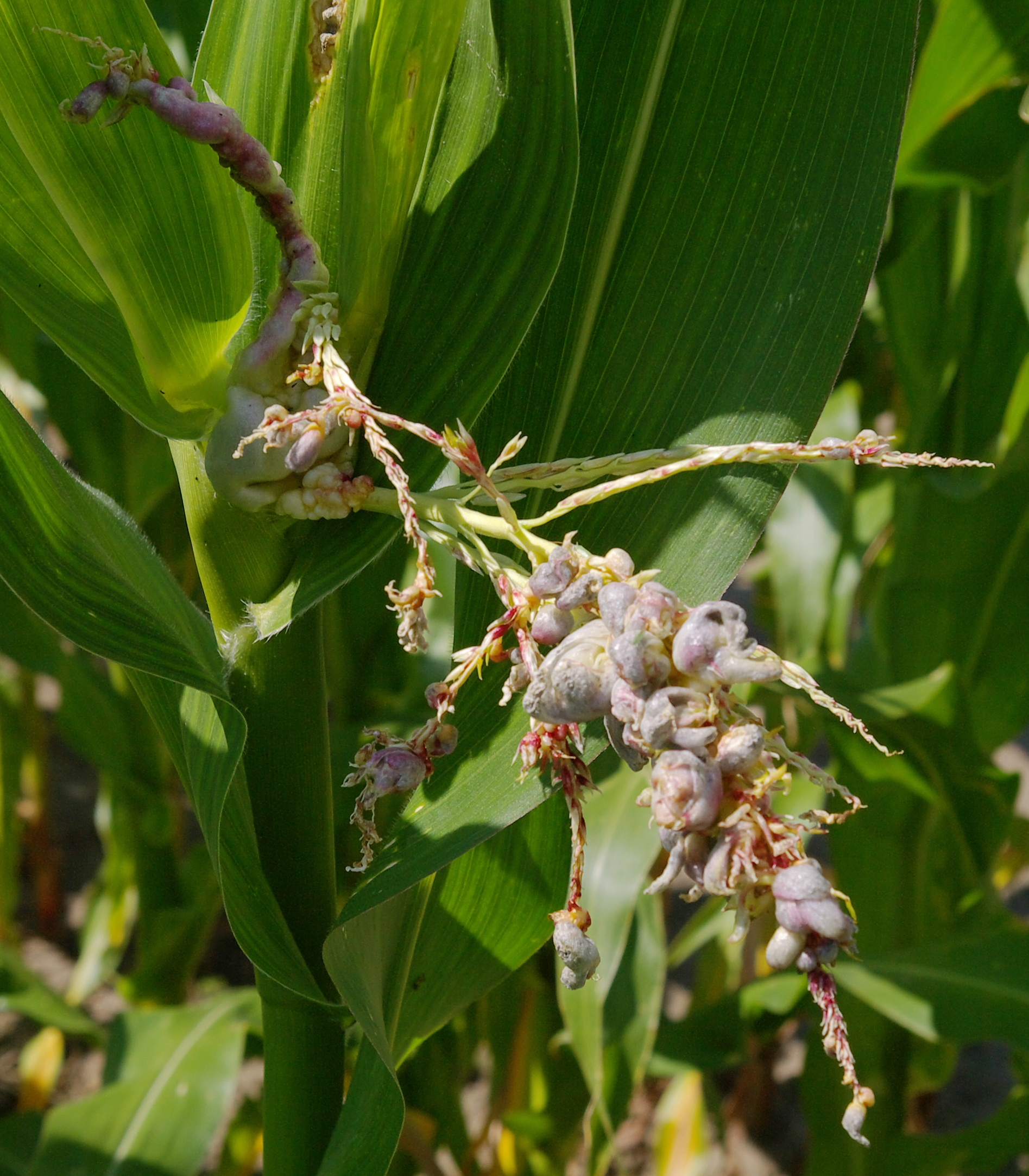
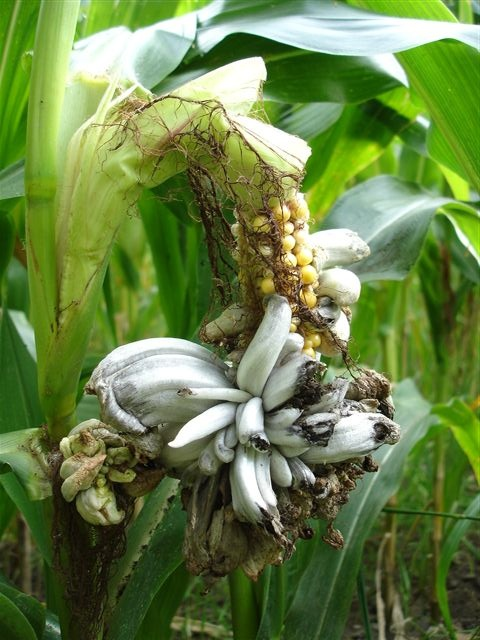
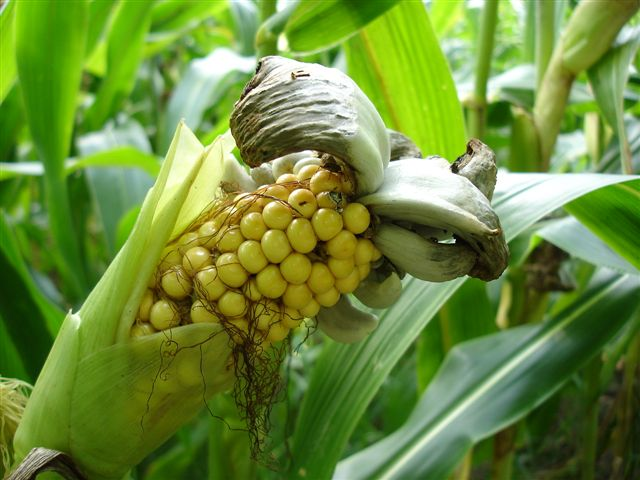
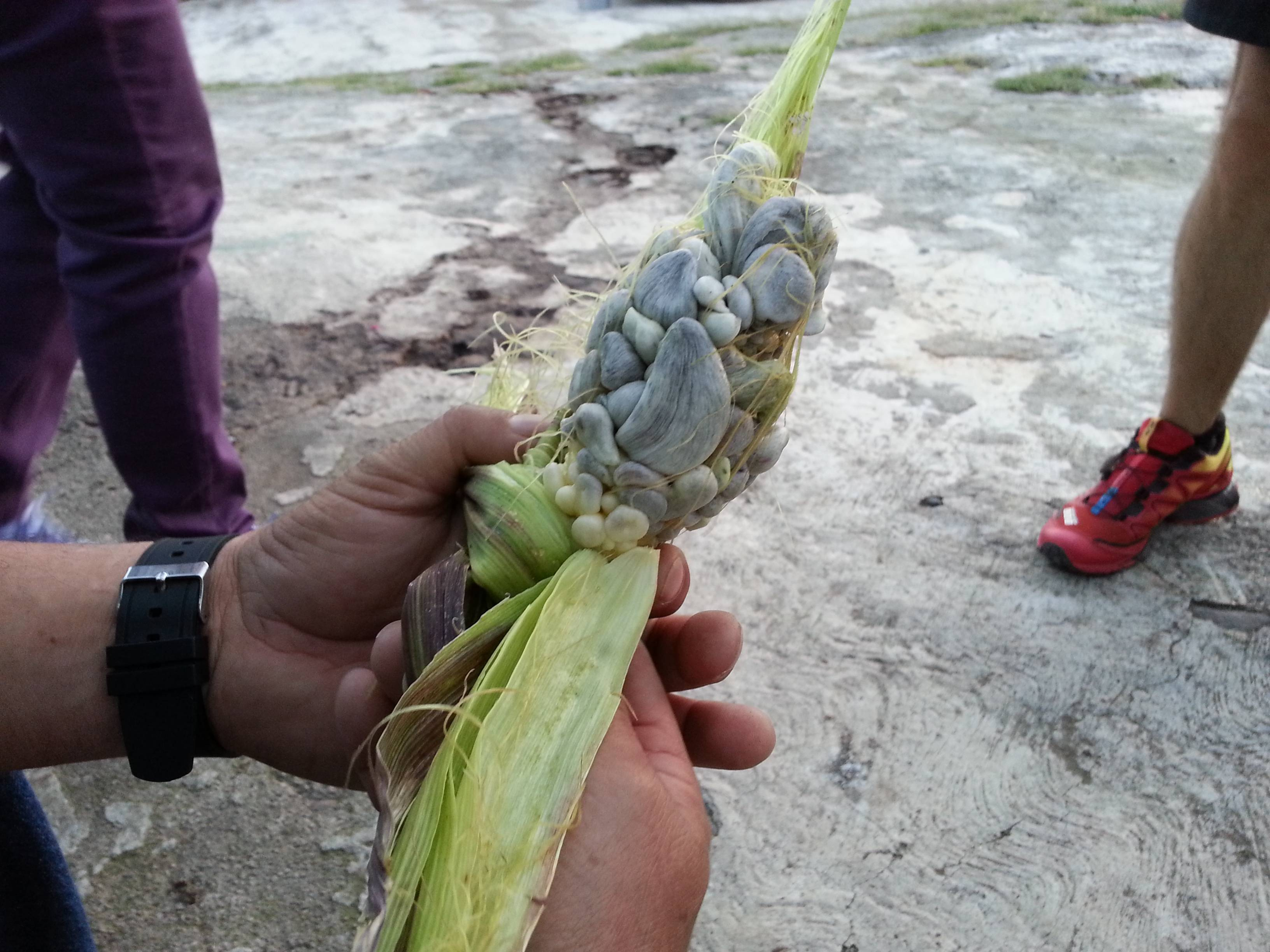
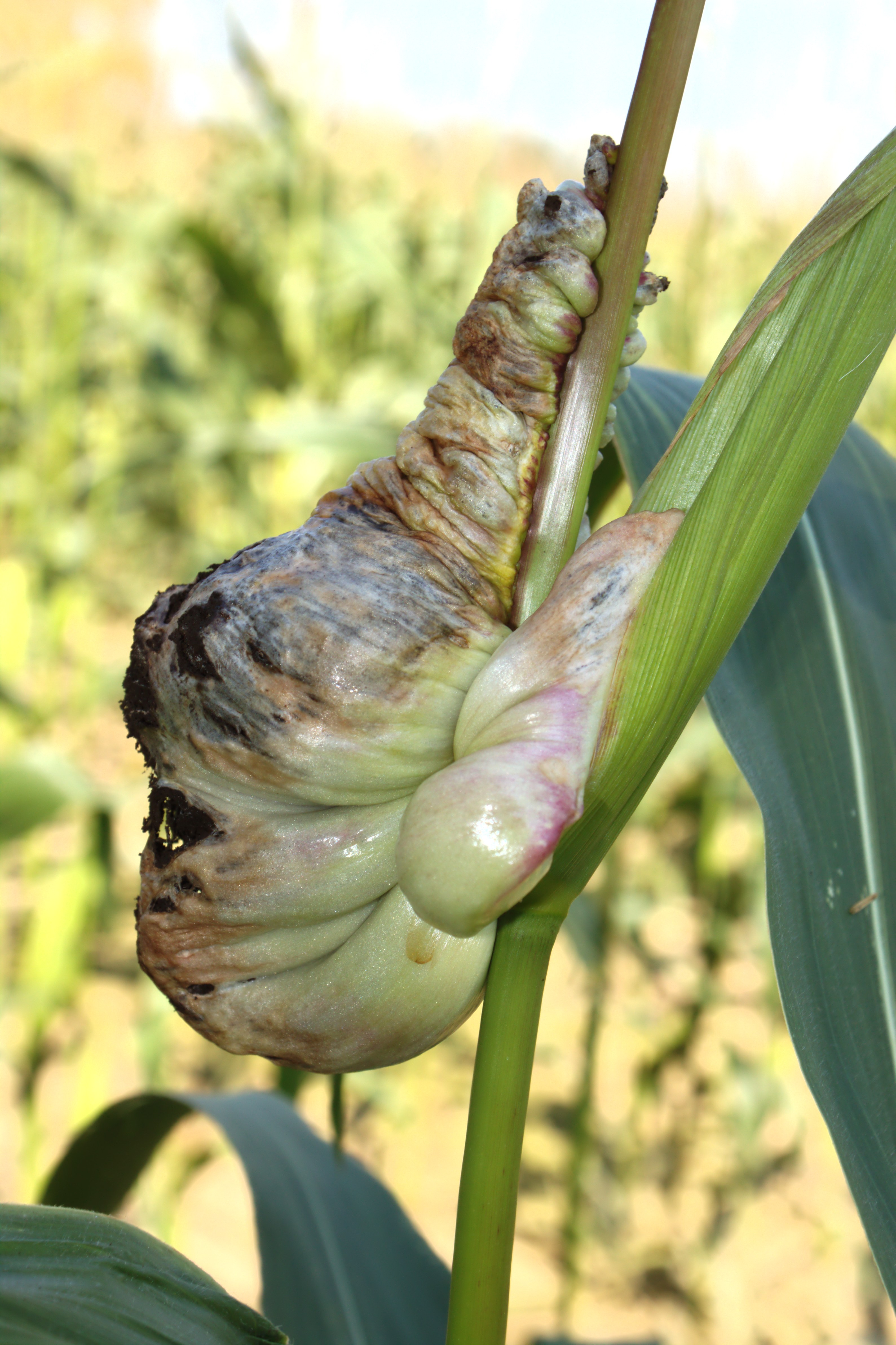